# Heiligenhäuschen (Düsseldorf-Oberkassel)

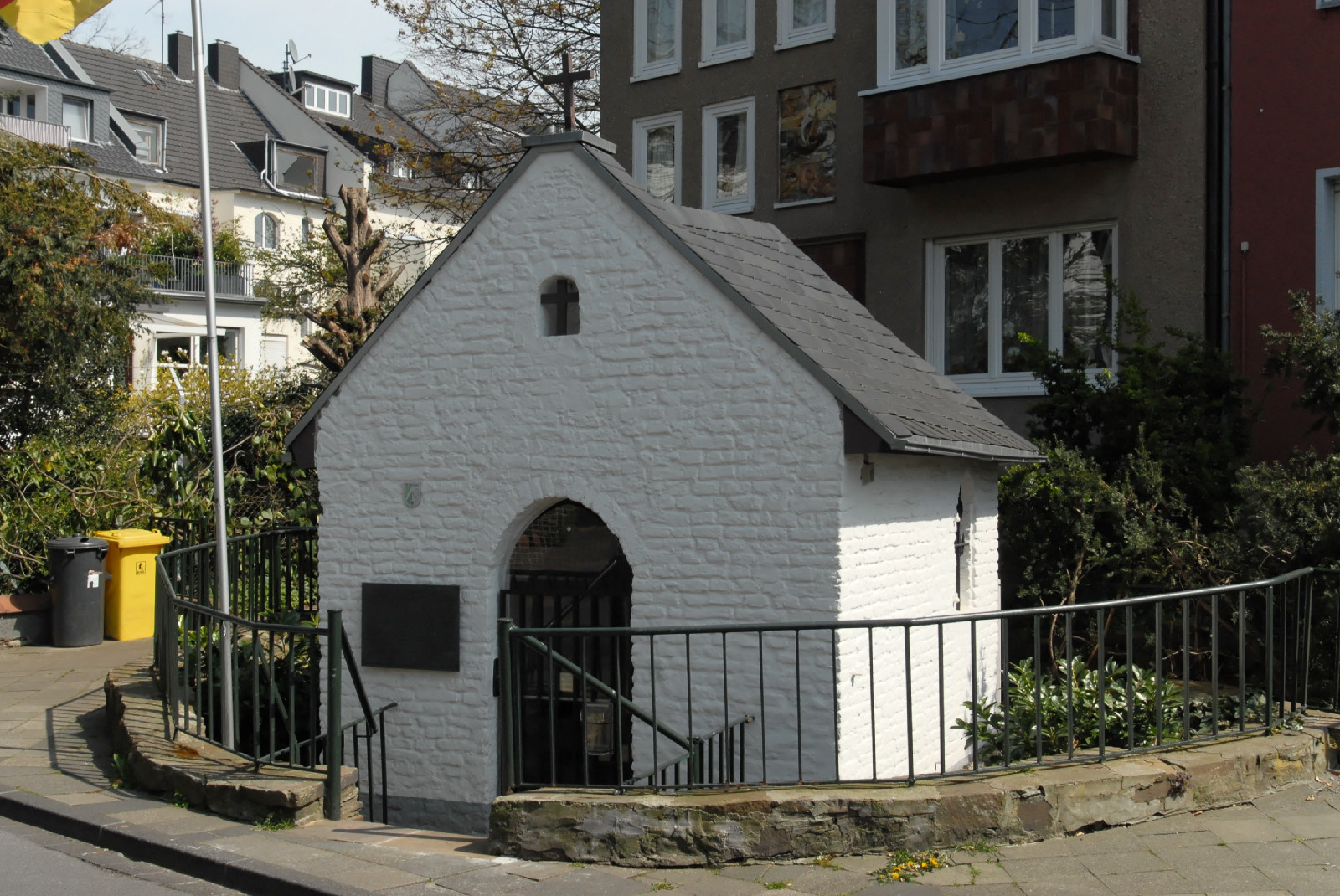
Heiligenhäuschen (2015)

Das denkmalgeschützte Heiligenhäuschen in der Straße Am Heiligenhäuschen gilt als das älteste noch erhaltene Gebäude in Düsseldorf-Oberkassel. Erstmals urkundlich erwähnt wurde das Heiligenhäuschen auf einer Landkarte aus dem Jahr 1772.

## Geschichte
Wann der Bau der kleinen Kapelle erfolgte, ist nicht überliefert. Belegt wird die Existenz erstmals durch eine Landkarte von 1772, die sie in der unmittelbaren Nähe der damaligen Gutshofanlage der Familie Vossen darstellt. Die Parallelstraße „Vossen links“ weist noch auf die ursprünglich in der Landwirtschaft und Gastronomie tätige Familie hin. Es ist überliefert, dass der Niederkasseler Johann Vossen als 24-Jähriger im Jahr 1768 die 16-jährige Erbin des vormaligen Schürmannshofes heiratete. Die beiden bauten den Hof zu einer Gastwirtschaft aus, im Volksmund „Vossen links“, auch „Vossens Kapellchen“, genannt.
Eine Zeichnung aus dem Jahr 1781 von Caspar Wolf zeigte das Heiligenhäuschen noch auf dem freien Feld. 1784 wurde das Heiligenhäuschen bei einer verheerenden Flut stark beschädigt und neu aufgebaut. Fast der gesamte Giebel war weggeschwemmt worden, heute noch erkennbar an dem schrägen Ziegelansatz über der Tür, so dass das heutige Aussehen nicht mehr der Zeichnung von 1781 entspricht. Die Aufbaukosten übernahm damals Johann Vossen, eventuell beteiligten sich einige Dorfbewohner an der Wiederherstellung dieser im weiten Umkreis einzigen Andachtsstelle.
Mit der Erschließung von Oberkassel, die Rheinische Bahngesellschaft errichtete einen neuen, starken Deich, wurde das umliegende Gelände im Rahmen des Hochwasserschutzes aufgeschüttet. Damit liegt die Kapelle tiefer als der heutige Straßenzug. Ein Metallzaun begrenzt das kleine, tieferliegende Grundstück; auf Stufen, die bis in den Gehweg hineinragen, gelangt man zu dem auf dem ehemaligen Straßenniveau liegenden Eingang hinab.
1934 erfolgte eine Restaurierung durch die Stadt Düsseldorf. Zu dieser Zeit war das Heiligenhäuschen bereits von Wohngebäuden umgeben und steht heute, geschützt durch den Metallzaun, im Vorgarten des Mehrfamilienhauses mit der Hausnummer 6. Im Jahre 1979 wurde eine Gedenktafel aus Bronze angebracht, auf der die Geschichte des Heiligenhäuschens erzählt wird. Gestiftet wurde sie vom Heimatdichter Carl Vossen (1915–2002), in Gedenken an seine Vorfahren.
Eigentümerin des am 21. April 1994 unter Denkmalschutz gestellten Gebäudes ist die Stadt Düsseldorf; sie hat im Jahr 2013 für etwa 60.000 Euro das Dach und die Fassade sanieren lassen. 2014 wurde das Gebäude während eines Orkans durch einen umstürzenden Baum erneut beschädigt. Nach der Wiederherstellung des Daches und einer anschließenden Renovierung befand es sich nun in einem hervorragenden Zustand.
Der Schützenverein St. Sebastianer erklärte sich bereit, künftig die Pflege des Heiligenhäuschens zu übernehmen, die seit 1988 der sich inzwischen auflösende Oberkasseler Heimatverein besorgt hatte. Als letzte Handlung stiftete der Heimatverein zwei Plastiken, eine Antoniusfigur, eine Handarbeit aus Italien, und einen Sebastian, eine bayrische Holzschnitzerei.
Der Altar ist mit dem Fresco „Maria mit dem Kind“ geschmückt, eine Steinfigur zeigt „Christus im Grabe“. 2016 wurde außerdem eine rund 70 Zentimeter hohe Figur der Heiligen Margareta von Antiochia im Heiligenhäuschen aufgestellt. Die Eichenholzplastik entstand um 1500 am Niederrhein und bekam um 1860 eine neue Kevelaerer Fassung. Gespendet wurde sie von Marie Vossen, zu der Zeit 72 Jahre alt, einer Nachfahrin der Erbauerfamilie. Jeweils zur Weihnachtszeit wird von Mitgliedern des Heimatvereins eine Krippe aufgestellt, die auf einem Brett unter dem Dach lagert.

## Trivia
Der in Oberkassel geborene Leutnant Wilhelm Anton Vossen (1784–1860) schrieb in seinem Tagebuch ein Gedicht zur Oberkasseler Kapelle:

„Im Kapellchen am Rhein, von Linden umrauscht,
hab’ einst ich dem Raunen der Zeiten gelauscht.
Es schwebte die Seele so weit zurück
Und schaute viel Jammer und Leid – wenig Glück;
Sie sah, was Menschen so treiben. –

Jahrhunderte zogen am Geiste vorbei,
Als ob ich so alt wie’s Kapellchen wohl sei.
Landab floß der Rhein, sang murmelnd dazu:
„Zum Ziele, mein Freund, zum Ziel strebst auch du;
Hier werden wir alle nicht bleiben!“ –

Da dacht ich: „Wie weit mag das Ziel denn noch sein?“
Und ging in die kleine Kapelle hinein. –
Ein Kerzchen flackert auf kleinem Altar.
Ich lehnte mich nieder, nun wurd’ es mir klar:
„Gott ist das Ziel aller Leiden!“ –“